# Lixophaga impatiens
Lixophaga impatiens là một loài ruồi trong họ Tachinidae.